# Alan Taylor (instruktør)
 For alternative betydninger, se Alan Taylor. (Se også artikler, som begynder med Alan Taylor)
Alan Taylor (født 1965) er en amerikansk tv-og filminstruktør, tv-producer og manuskriptforfatter. Taylor tilbragte sine teenageår i Ottawa, Canada, og dimitterede fra Lisgar Collegiate Institute (high school) i 1976. Taylor har instrueret mange programmer på både net-tv og premium-kabel-tv, især på HBO. Udover hans tv-arbejde, har Taylor også instrueret spillefilm: Palookaville, The Emperor's New Clothes, Kill the Poor og Thor: The Dark World.